# Třída Algerine
Třída Algerine byla lodní třída britských minolovek z období druhé světové války. Celkem bylo postaveno 110 jednotek této třídy. Za druhé světové války jich 98 provozovalo britské námořnictvo a 12 kanadské námořnictvo. Šest plavidel bylo za války ztraceno. Později byla část plavidel převedena námořnictvům Belgie, Cejlonu, Itálie, Íránu, Jihoafrické republiky, Myanmaru, Nigérie, Řecka, Thajska a soukromým uživatelům.

## Stavba

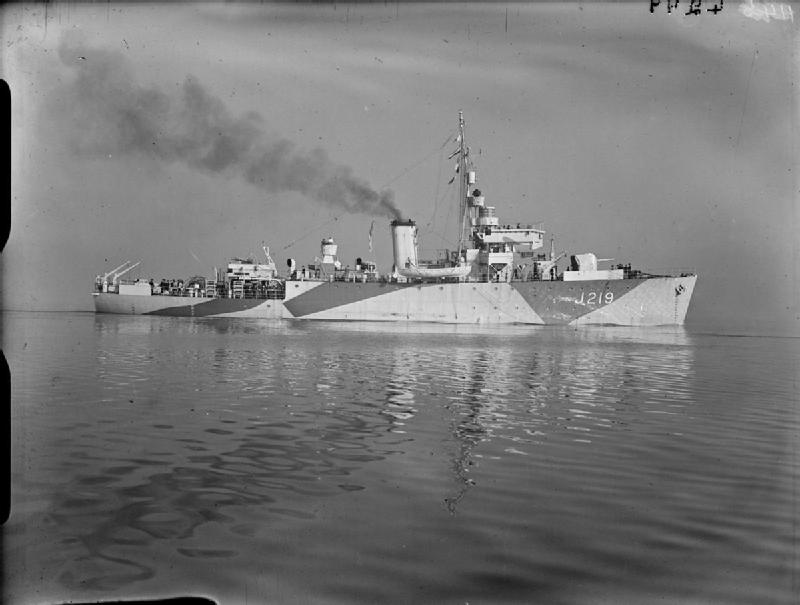
Rosario (J219)

Roku 1940 bylo rozhodnuto, že britské námořnictvo potřebuje získat nové minolovky, které by měly větší rozměry a lepší nautické vlastnosti, než nedávno zařazená třída Bangor. Plavidla měla likvidovat ukotvené, magnetické a akustické miny. Sekundárně měla být plavidla schopna nasazení při eskortě konvojů. Celkem bylo postaveno 110 minolovek této třídy, z toho 50 ve Velké Británii a 60 v Kanadě. Stavba dalších 13 minolovek byla zrušena po založení kýlu. Na stavbě se podílely britské loděnice Coulburn Lobnitz & Co. v Renfrew, Harland & Wolff v Belfastu a Blyth Dry Docks & Shipbuilding v Blythu. Dále také kanadské loděnice Port Arthur Shipbuilding Co. Ltd., Toronto Shipbuilding Ltd., Toronto Dry Dock a Redfern Construction, všechny v Torontu.

## Konstrukce

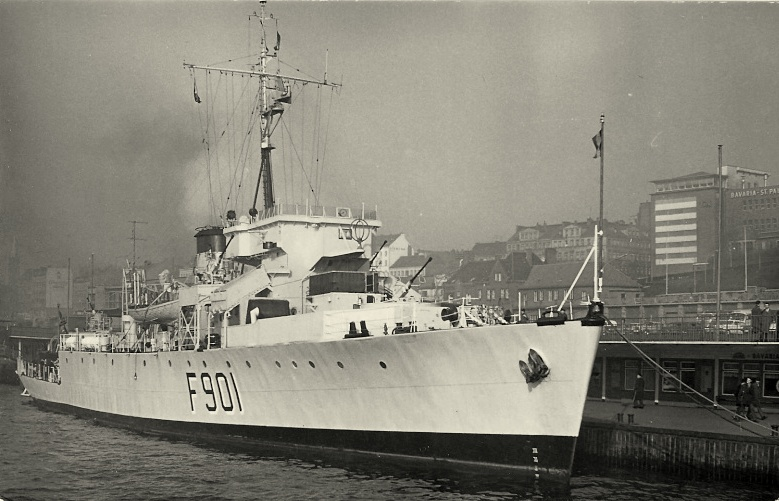
Belgická minolovka Georges Lecointe (M901, ex HMCS Wallaceburg)

Výzbroj tvořil jeden 102mm kanón na přídi a čtyři 20mm kanóny Oerlikon. Na zádi nesly minolovné vybavení. Při nasazení proti ponorkám nesly 92 hlubinných pum, vypouštěných pomocí vrhačů a skluzavek (část plavidel dostala salvový vrhač Hedgehog). Pohonný systém tvořily dva parní stroje s trojnásobnou expanzí Admiralty v případě jednotek postavených loděnicí Lobnitz a kanadskými loděnicemi, nebo dvě parní turbíny Parsons u lodí postavených loděnicmei Harland & Wolff a Blyth. Pohonný systém měl výkon 2000 shp a poháněl dva lodní šrouby. Nejvyšší rychlost dosahovala 16,5 uzlu. Dosah byl 6000 námořních mil při 12 uzlech.

## Služba

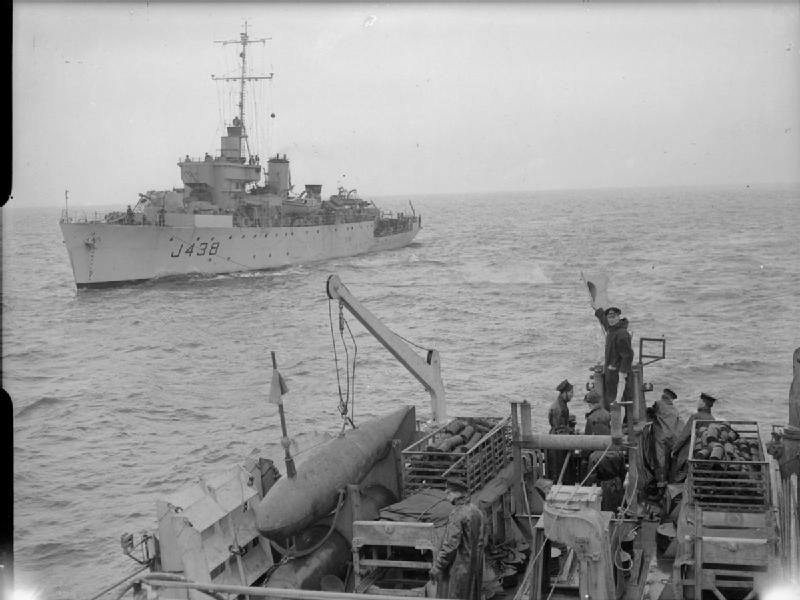
Britská minolovka HMS Mandate (J438)

Ve válce bylo ztraceno šest plavidel této třídy:
- Algerine byla 15. listopadu 1942 poblíž alžírského Bougie torpédována italskou ponorkou Ascianghi.
- Alarm byla 2. ledna 1943 poblíž alžírského Bône neopravitelně poškozena náletem.
- Loyalty byla 22. srpna 1944 v Lamanšském průlivu potopena německou ponorkou U-480.
- Regulus byla 12. ledna 1945 poblíž Korfu zničena minou.
- Squirrel byla 24. července 1945 poblíž ostrova Phuket zničena minou.
- Vestal byla 26. července 1945 poblíž ostrova Phuket zničena útokem kamikaze.

## Uživatelé

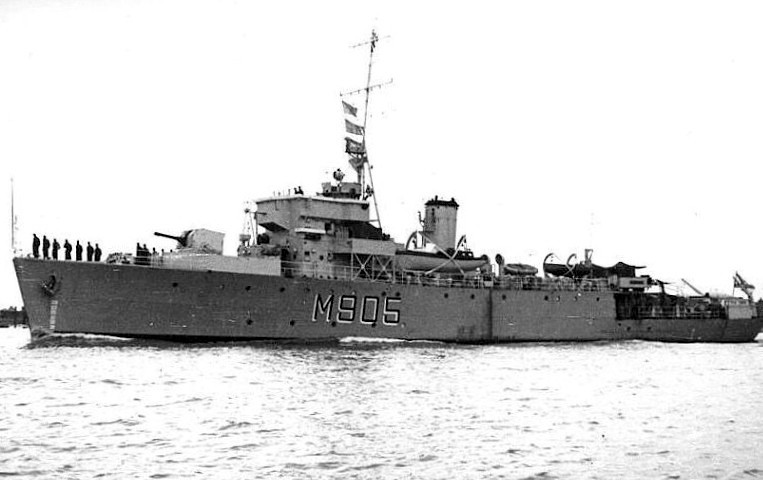
Belgická minolovka P. de Moor (M905)

- Myanmar (Barma) – Roku 1958 získala minolovku Yan Myo Aung (ex Mariner), která byla až do svého vyřazení roku 1989 nejsilnější barmskou válečnou lodí.[4]

- Belgie – V letech 1949–1953 získala celkem osm minolovek (původní Cadmus, Fancy, Liberty, Ready, Rosario, Spanker, Wallaceburg, Winnipeg). Vyřazeny byly do roku 1969.).[5]

- Srí Lanka – Získala dvě minolovky Vijaya (ex Flying Fish) a Parakram (ex Pickle). Vyřazeny 1963–1964.

- Írán – Roku 1949 získal minolovku Palang (ex Fly). Sloužila jako fregata.Vyřazena 1972.[6]

- Itálie – Získala minolovku Larne.[7]

- Jižní Afrika – Roku 1947 získalo minolovky Bloemfontein (M439, ex Rosamund) a Pieter Maritzburg (M291, ex Pelorus).[2] Zatímco první byla vyřazena roku 1967, druhá v letech 1962–1976 sloužila jako cvičná loď.[8]

- Kanada – Provozovala 12 minolovek této třídy.[2]

- Nigérie – Získána minolovka Hare.[9]

- Řecko – Získalo pět minolovek, pojmenovaých Armatolos (M12, ex Aries), Pyrpolitis (M76, ex Arcturus), Polemistis (M74, Gozo), Navmachos (M64, ex Lightfoot), Machitis (M58, ex Postillion).[10]

- Thajsko – Roku 1947 získalo minolovku Phosampton (ex Minstrel). Roku 1973 překlasifikována na cvičnou loď.[11]

- Spojené království – Provozovalo 98 minolovek této třídy.[2]